# Ambeliku
Ambeliku (gr. Αμπελικού, tur. Bağlıköy) – wieś na Cyprze, w dystrykcie Nikozja.